# Žutnica
Žutnica is een plaats in de gemeente Krapina in de Kroatische provincie Krapina-Zagorje. De plaats telt 283 inwoners (2001).